# NGC 6834
NGC 6834 (również OCL 134) – gromada otwarta znajdująca się w gwiazdozbiorze Łabędzia. Odkrył ją 17 lipca 1784 roku William Herschel. Jest położona w odległości ok. 6,7 tys. lat świetlnych od Słońca.